# Barigarh
Barigarh là một thị xã và là một nagar panchayat của quận Chhatarpur thuộc bang Madhya Pradesh, Ấn Độ.

## Nhân khẩu
Theo điều tra dân số năm 2001 của Ấn Độ, Barigarh có dân số 8589 người. Phái nam chiếm 54% tổng số dân và phái nữ chiếm 46%. Barigarh có tỷ lệ 50% biết đọc biết viết, thấp hơn tỷ lệ trung bình toàn quốc là 59,5%: tỷ lệ cho phái nam là 61%, và tỷ lệ cho phái nữ là 38%. Tại Barigarh, 19% dân số nhỏ hơn 6 tuổi.